# آرنه أريكسون
آرنه أريكسون (بالفنلندية: Arne Eriksson)‏ مواليد 15 يناير 1916، هو حكم كرة قدم فنلندي سابق، سبق له أن حكم في كأس العالم لكرة القدم في مباراة منتخب المجر ومنتخب المكسيك في كأس العالم لكرة القدم 1958 وفاز منتخب المجر في المبارة 4-0.

## روابط خارجية
- آرنه أريكسون على موقع Soccerway.com (الإنجليزية)